# Cerca La Source (arrondissement)
Cerca La Source (em crioulo, Sèka Lasous), é um arrondissement do Haiti, situado no departamento do Centro. De acordo com o censo de 2003, Cerca La Source tem uma população total de 82827 habitantes.

## Comunas
O arrondissement de Cerca La Source.			
- Cerca La Source